# Duomo di Sant'Angelo dei Lombardi
La chiesa di Sant'Antonino martire è il duomo di Sant'Angelo dei Lombardi e cattedrale dell'arcidiocesi di Sant'Angelo dei Lombardi-Conza-Nusco-Bisaccia.

## Storia
La primitiva cattedrale di Sant'Angelo dei Lombardi fu edificata in epoca normanna tra il 1073 ed il 1085. Nel corso dei secoli subì diversi rifacimenti e restauri causati soprattutto da frequenti terremoti, fino alla sua profonda trasformazione nel Cinquecento. Dopo il terremoto del 1980, la chiesa ha subito un ultimo restauro.

## Descrizione
La facciata cinquecentesca in travertino presenta tre portali, di cui quello centrale datato 1734. Sopra di esso sono collocate tre statue di epoca normanna, raffiguranti il Cristo redentore e ai suoi lati san Michele arcangelo, patrono della città, e sant'Antonino martire, titolare della cattedrale. La chiesa è affiancata da una torre campanaria.
Internamente, essa si presenta a croce latina a tre navate con transetto e abside. Nel transetto ci sono due pregevoli altari laterali, uno di stile neoclassico proveniente dall'abbazia del Goleto, e l'altro in stucco. Nell'abside, oltre al settecentesco coro ligneo, è collocato un prezioso Crocifisso ligneo del XVI secolo. Altre statue del Settecento impreziosiscono le navate laterali dell'edificio: tra queste le statue dedicate a sant'Antonino, san Francesco di Paola, a Maria Immacolata (del 1762) e a santa Lucia. Tra le tele, le più significative sono quelle di Angelo Michele Ricciardi raffigurante la Madonna di Montevergine (del 1744), e di Domenico Antonio Vaccaro con la figura di Cristo redentore. Nella cripta vi sono le sepolture di alcuni vescovi dell'arcidiocesi.